# Джордан Вілімовскі
Джордан Вілімовскі (англ.  Йорданія Wilimovsky, 22 квітня 1994) — американський плавець.
Чемпіон світу з водних видів спорту 2015 року, призер 2017, 2019 років.
Переможець Пантихоокеанського чемпіонату з плавання 2018 року.